# Massapequa
Massapequa è un census-designated place degli Stati Uniti d'America situata nella contea di Nassau nello Stato di New York.
Secondo l'United States Census Bureau nell'anno 2000 la sua popolazione ammontava a 22 652 unità, con una densità di 2 396,7 abitanti per km².
La località è situata sull'isola di Long Island ed è di fatto un sobborgo periferico di New York.